# 필리프 샤이데만
필리프 샤이데만(Philipp Scheidemann, 1865년 7월 26일 ~ 1939년 11월 29일)은 독일의 정치인이다.

## 생애
필리프 샤이데만은 1865년 7월 26일 헤센-카셀 지역에서 프리드리히 샤이데만과 빌헬미네 샤이데만의 아들로 출생하였다.
1879년 샤이데만의 아버지가 사망하자 샤이데만은 가족의 생계를 위해 인쇄공장 견습공으로 근무하였고, 1883년 독일 사회민주당에 가입하였다.
샤이데만은 1889년 요한나 샤이데만과 결혼한 후 리나, 리에세, 헤다 세 딸을 얻었다.

### 제 1차 세계대전 이전 정치생활
당시 독일 제국의 황제 빌헬름 2세에 의해 사회민주당이 합법화되자 1903년 제국의회에 사민당 소속 의원으로 당선되었다. 1912년 의회 부의장을 역임하기도 했다.

### 제 1차 세계대전 이후
재 1차 세계대전이 발발한 이후 1918년 독일 제국은 혼란에 쌓였다. 패전이 가까워지는 상황에서 1918년 샤이데만은 프리드리히 에베르트 내각에 입각했고, 그해 킬 군항의 반란으로 독일 11월 혁명이 진행되면서 독일 제국이 해체되었다. 그 이듬해인 1919년 1월 치러진 총선에서 당선되어 2월 13일부로 총리가 되었다. 그러나 제 1차 세계대전 패전 이후 구성된 바이마르 공화국은 극좌와 극우의 갈등으로 혼란에 빠졌다. 재임 초기부터 샤이데만의 지지율이 낮았지만 극좌의 계속된 파업이 계속되었고, 바이마르 공화국은 쉽게 해결책을 제시하지 못했다. 샤이데만은 연합국의 베르사유 조약을 완강히 거부하였으나 연합국의 압박으로 결국 1919년 6월 20일 총리직을 사임했다. 후임자는 구스타프 바우어이다.

### 말년
샤이데만은 퇴임 이후에도 활발한 정치활동을 해 왔으나 베르사유 조약 체결과 관련해 극우파로부터 '민족의 배신자'로 낙인찍혔다. 1922년에는 샤이데만의 암살을 기도한 사건도 있었다. 샤이데만은 퇴임 이후 국가사회주의 독일 노동자당의 집권을 막기 위해 노력하였으나 나치 독일이 집권한 이후 덴마크 코펜하겐으로 망명을 떠났다. 1939년 11월 29일 덴마크 코펜하겐에서 사망하였다.